# Gare de Rakhiv
La gare de Rakhiv (en ukrainien : Рахів (станція)) est une gare ferroviaire située dans la ville de Rakhiv en Ukraine.

## Situation ferroviaire
Elle se trouve sur la ligne Deliatyn à Rakhiv et est actuellement une halte ferroviaire.

## Histoire
La gare fut ouverte en 1894 , elle fut ouverte pour désenclaver la vallée et seize mille personnes, surtout des italiens sont venus pour construire la voie ferroviaire.

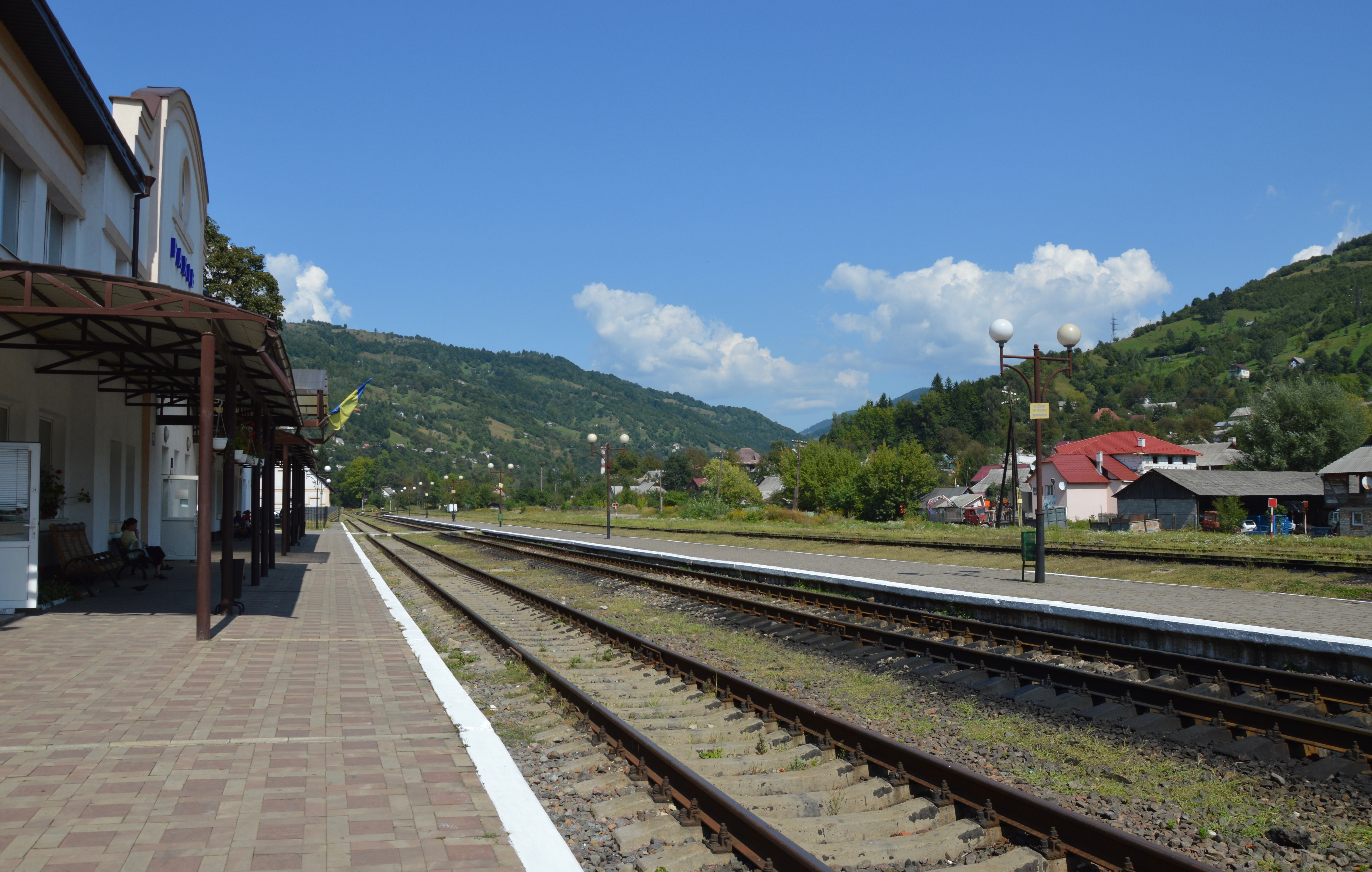
La gare et sa vallée.